# 196-я пехотная дивизия (вермахт)
196-я пехотная дивизия — тактическое соединение сухопутных войск вооружённых сил нацистской Германии периода Второй мировой войны. Стандартная дивизия седьмой волны мобилизации.

## История
Дивизия сформирована 27 ноября 1939 года в Билефельде — родном городе Хорста Весселя.
В соответстветствии с разработанным командованием Кригсмарине планом вторжения в Данию и Норвегию, 20 февраля 1940 года была включена в «Группу XXI» и готовилась к высадке и боевым действиям на участке Арендаль—Кристиансен—Ставангер.
С апреля 1940 года находилась в Норвегии и совместно с входившими в «Группу XXI» 2-й горной, 181-й и 214-й пехотными дивизиями поддерживала действия войск «Группы XXXI», первыми вторгшихся в страну (3-й горнострелковой, 69-й и 163-й пехотных дивизий), ведя бои в районе города Хамар.
24 апреля 1940 года части дивизии, вместе с приданным ей 19 апреля взводом 3-й роты 40-го особого танкового батальона, в составе которого находились три опытных тяжёлых танка Nb.Fz., атаковали укреплённые позиции 1-го батальона Королевской Йоркширской пехоты вблизи деревни Кварн. Во время боя все танки были выведены из строя, в связи с чем пехоте пришлось отойти и возобновить своё наступление на следующий день при поддержке авиации, однако позиции англичан были заняты только к вечеру 26 апреля 1940 года.
После того, как 9 июня 1940 года норвежские войска капитулировали, а части союзников были эвакуированы, 196-я пехотная дивизия более четырёх лет входила в состав оккупационных сил и базировалась в Осло. Сведения об участии её в каких-либо боевых действиях после 1940 года отсутствуют.
В сентябре 1944 года дивизия была переброшена в Восточную Европу и расформирована в связи с необходимостью пополнения свежими частями соединений, которые понесли тяжёлые потери в боях с наступающей Красной Армией — 131-й пехотной и 361-й народно-гренадерской дивизий.

## Состав
|  | В 1940 году (на момент переброски в Норвегию) в состав дивизии входили: - 340-й пехотный полк - 345-й пехотный полк - 362-й пехотный полк - 233-й артиллерийский полк - 233-й инженерный батальон - 233-я разведрота - 233-я противотанковая рота - 233-я рота связи - 233-й полевой резервный батальон |  | В 1944 году (на момент расформирования) в состав дивизии входили: - 340-й пехотный полк - 362-й пехотный полк - 233-й артиллерийский полк - 233-й инженерный батальон - 233-й батальон автоматчиков - 233-я противотанковая рота - 233-я рота связи - 233-й полевой резервный батальон |

## Командиры
- генерал-лейтенант Рихард Пелленгар (27 декабря 1939 — 1 марта 1942)
- генерал-лейтенант Фриц Франек (1 марта 1942 — 24 декабря 1943)
- генерал-лейтенант Курт Мёринг (24 декабря 1943 — февраль 1944)
- полковник Клинг (февраль — июнь 1944)
- генерал-майор Фридрих фон Унгер (июнь — сентябрь 1944)